# Armadilloniscus quadricornis
Armadilloniscus quadricornis là một loài chân đều trong họ Detonidae. Loài này được Vandel miêu tả khoa học năm 1970.